# Szomolnokite
La szomolnokite è un minerale appartenente al gruppo della kieserite.